# Амир (кибуц)
Амир (ивр. עמיר‎) — кибуц в Израиле.
Находится на севере страны, на восточном берегу реки Иордан в долине Хула. Расположен неподалёку от г. Кирьят-Шмона. Амир был основан в 1939 году выходцами из Литвы и Польши, позже к ним присоединились и репатрианты из Германии и Югославии. Кибуц был создан по методу Стена и башня. Во время второй ливанской войны в 2006 году пострадало имущество кибуца: в результате обстрела из Ливана была разрушительно здание маленькой фабрики и одной из ферм.

## Население
По данным Центрального статистического бюро Израиля, население на начало 2020 года составляло 584 человека.